# 캐럿 톱
캐럿 톱(Carrot Top, 1965년 2월 28일 ~ )이라는 이름으로 잘 알려진 스콧 톰프슨(Scott Thompson)은 미국의 희극인이자 배우이다.

## 출연 작품
- 더 행오버 (2009)
- 더 레이트 레이트 쇼 위드 크레이그 퍼거슨 (2005)
- 아리스토크래츠 (2005)
- 개구쟁이 데니스 2 (1998)
- 아워글래스 (1995)